# مک‌ناری (آریزونا)
مک‌ناری (به انگلیسی: McNary) یک منطقهٔ مسکونی در ایالات متحده آمریکا است که در آریزونا واقع شده‌است. مک‌ناری ۱۴٫۴۱ کیلومتر مربع مساحت و ۵٬۴۷۶ نفر جمعیت دارد و ۲٬۲۳۰ متر بالاتر از سطح دریا واقع شده‌است.